# Doryopteris palmata
Doryopteris palmata es una especie de helecho. Es nativa de México, Costa Rica, Guatemala, Nicaragua, Venezuela, Colombia, Ecuador, Perú, Argentina, Bolivia y Paraguay. Es una planta ornamental, siempreverde.

## Descripción
Es un helecho terrestre; con las escamas del rizoma de 2-5 mm; pecíolo 10-48 cm, terete, puberulento sobre toda la superficie o glabrescente abaxialmente, los tricomas de 0.1 mm, a menudo rojizos; lámina 10-19 cm de ancho, pentagonal, 2-pinnatífida, con yemas en la base sobre ambos lados del pecíolo; nervaduras areoladas.

## Distribución y hábitat
Se encuentra en lugares rocosos en bosques secos, a una altitud de 100-1900 m s. n. m., en México, Mesoamérica, Colombia, Venezuela, Ecuador, Perú y Bolivia.

## Observaciones
Doryopteris palmata fue tratada como una variedad de Doryopteris pedata por Tryon (1942) y autores subsecuentes. Se trata aquí como una especie porque difiere consistentemente de D. pedata, una especie de las Antillas, por la presencia de yemas en la base de la lámina, un pecíolo terete, puberulento y esporas rugulosas. Doryopteris pedata, de Jamaica, ha sido citada como n=30 (Walker, 1966); D. palmata, de las Galápagos, ha sido citada como n=60 (Jarrett et al., 1968). Si estas diferencias son constantes, sería una diferencia adicional entre ellas.

## Taxonomía
Doryopteris palmata fue descrita por (Willd.) J.Sm. y publicado en Journal of Botany, being a second series of the Botanical Miscellany 4: 163. 1841.
Sinonimia
- Doryopteris pedata var. palmata (Willd.) Hicken
- Litobrochia palmata
- Pteris palmata Willd. (basónimo)[2]